# 大柏清三郎

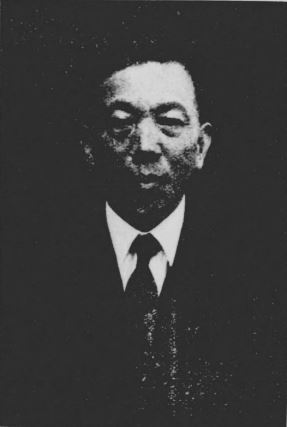
大柏 清三郎

大柏 清三郎（おおかし せいざぶろう、1884年〈明治17年〉2月18日 - 没年不明）は、大正から昭和時代前期の政治家。香川県丸亀市長。

## 経歴
1905年（明治38年）関西大学専門部法律学科を卒業し、大阪府属となる。1909年（明治42年）香川県属に転じ、1919年（大正8年）高松市助役職務管掌を経て、1920年（大正9年）高松市助役に就任し、爾来15年間勤続する。1934年（昭和9年）7月、助役を辞し、同月25日に丸亀市長に当選した。